# Мальм, Робер
Робер Мальм (фр. Robert Malm; 21 августа 1973, Дюнкерк, Франция) — французский футболист тоголезского происхождения, нападающий. Участник ЧМ-2006 в составе сборной Того.

## Клубная карьера
Начинал свою карьеру в клубе французской Лиги 1 «Ланс». Однако за него нападающий провел только две игры, после чего он отправился в низшие дивизионы. В следующий раз в элиту французского футбола Мальм вернулся только в 1998 году, когда он заключил контракт с «Тулузой», за которую форвард провел один сезон. В дальнейшем он продолжить играть в более слабых по силе лигах, где отмечался неплохой результативностью. Завершил свою карьеру Мальм в 2010 году в клубе «Канн».

## Карьера в сборной
В 2006 году, имеющий тоголезские корни, Робер Мальм согласился выступить за сборную Того на Чемпионате мира в Германии. Предполагалось, что нападающий сможет составить пару Эммануэлю Адебайору. Однако на турнире Мальм вышел на замену только в матче против сборной Швейцарии. В дальнейшем, за сборную страны он сыграл только однажды.